# Brand's Daughter
Brand's Daughter è un film muto del 1917 diretto da Harry Harvey.

## Produzione
Il film fu prodotto dalla Falcon Features (Balboa Amusement Producing Company). Venne girato a Long Beach, cittadina californiana dove la casa di produzione aveva la sua sede.
Copia completa della pellicola si trova conservata negli archivi della Library of Congress di Washington.

## Distribuzione
Il copyright del film, richiesto dalla General Film Co., Inc., fu registrato il 9 novembre 1917 con il numero LP11691.
Distribuito dalla General Film Company, il film uscì nelle sale cinematografiche statunitensi il 9 novembre 1917.